# Estadio Francisco Montaner
Das Estadio Francisco ("Paquito") Montaner (englisch Francisco ("Paquito") Montaner Stadium) ist ein Fußballstadion in Ponce, Puerto Rico. Es ist das Heimstadion der Leones de Ponce in der Puerto Rico Baseball League und des FC Leones in der Puerto Rico Soccer League sowie von 1950 bis 1971 von der Basketballmannschaft Leones de Ponce sowie von 2008 bis 2010 des Club Atlético River Plate Puerto Rico. Die  Anlage bietet 16.000 Sitzplätze. Der Bau des Stadions begann 1947 und es wurde am 15. Oktober 1949 eröffnet. Es hat als erstes Stadion von Puerto Rico Kunstrasen als Oberfläche. Das Stadion steht neben dem Auditorio Juan Pachín Vicéns, in dem die Ponce Lions  ihre Spiele austragen. Das Stadion wurde nach Francisco Montaner, einem der bedeutendsten puerto-ricanischem Baseballspieler aller Zeiten, benannt.